# Protonemura besucheti
Protonemura besucheti är en bäcksländeart som beskrevs av Peter Zwick 1971. Protonemura besucheti ingår i släktet Protonemura och familjen kryssbäcksländor. Inga underarter finns listade i Catalogue of Life.